# Президентські вибори у Франції 2022

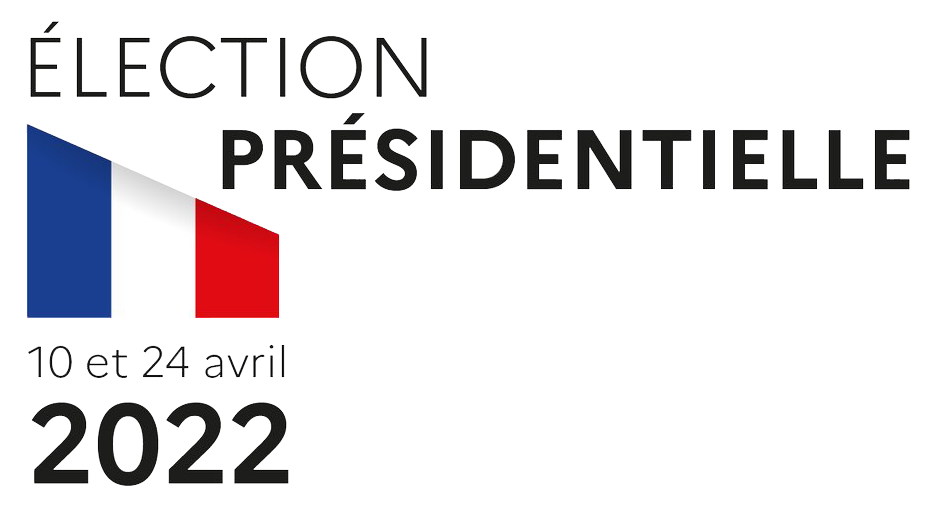

Президентські вибори у Франції 2022 року — дванадцяті президентські вибори П'ятої республіки, які проходили у два тури — 10 та 24 квітня 2022 року. Другий тур відбувся, оскільки жоден кандидат не отримав більшости в першому турі. На виборах обрали на п'ятирічний термін голову держави — президента Франції.
Другий тур за участі Емманюеля Макрона та Марін Ле Пен став повторенням другого туру попередніх президентських виборів, коли впевнену перемогу здобув Макрон, набравши 66,10% голосів виборців. До цього учасники другого туру президентських виборів у Франції повторювались лише один раз — у 1981 році, коли за посаду президента змагалися Франсуа Міттеран та Валері Жискар д'Естен (тоді Міттеран «взяв реванш» у Жискар д’Естена за поразку на виборах 1974 року).

## Виборча система
Президент Франції обирається з використанням дворівневої системи на 5 років. Порядок проведення виборів президента Франції чітко записаний у статтях 6, 7 та 58 Конституції. Раніше Президент обирався на семирічний термін. Проте 2000 року французи висловились на референдумі за скорочення з 7 до 5 років президентського мандату. Для перемоги у виборах кандидат має набрати абсолютну більшість голосів виборців.

## 1-й тур

### Кандидати
7 березня 2021 року Конституційна рада Франції опублікувала список кандидатів, яким вдалось набрати 500 дійсних спонсорів, із порядком списку, визначеним жеребкуванням:
- Наталі Арто, речниця партії «Робоча боротьба», оголосила про участь у грудні 2020 року[5].
- Фаб'єн Руссель[en], національний секретар Французької комуністичної партії та депутат Національної асамблеї Франції з 2017 року, оголосив про участь у березні 2021 року[5].
- Емманюель Макрон, чинний президент Франції, заявив про участь 3 березня 2022 року[6][7].
- Жан Лассаль, мер міста Лурдіос-Ішер з 1977 до 2017 та Депутат Національної асамблеї Франції з 2002 року, оголосив про участь у березні 2021 року[8].
- Марін Ле Пен, лідерка Національного об'єднання, 17 січня 2020 року оголосила про участь у виборах[9].
- Ерік Земмур, ультраправий журналіст та оглядач, лідер партії «Reconquête[en]», оголосив про участь 30 листопада 2021 року[10].
- Жан-Люк Меланшон, лідер партії «Франція нескорена[en]», оголосив про участь у листопаді 2020 року[11].
- Анн Ідальго, член Соціалістичної партії та чинний мер Парижа, оголосила про участь 12 вересня 2021 року[12].
- Яннік Жадо[en], депутат Європейського парламенту з 2009 року та член партії «Європа Екологія Зелені»[5].
- Валері Пекресс, президент регіональної ради столичного регіону Іль-де-Франс, 4 грудня 2021 року виграла праймериз «Республіканців», ставши першою жінкою-кандидаткою на президентських виборах від цієї партії[13].
- Філіп Путу[en], ультралівий політик, колишній профспілковий діяч і робітник автозаводу, оголосив про участь у червні 2021[5].
- Ніколя Дюпон-Ейнянь[en], депутат Національної асамблеї Франції з 1997 року, оголосив про участь у вересні 2020 року[5].

### Відмовились
- Арно Монтебур, член Соціалістичної партії, колишній міністр економіки, промислового оновлення та цифрових технологій Франції, оголосив про участь 4 вересня 2021[14]. Відмовився від участі 19 січня 2022 року[15].
- Крістіан Тобіра, міністр юстиції Франції з 2012 до 2016 року, заявила про участь у січні 2022[16][17]. Зняла свою кандидатуру 2 березня 2022 року[18] та закликала голосувати за Меланшона[19].

## 2-й тур
| Кандидати, що вийшли у другий тур |                                                          |
| Емманюель Макрон                  | Марін Ле Пен                                             |
| Вперед, республіко!               | Національне об'єднання                                   |
|                                   |                                                          |
| Президент Франції (2017–)         | Депутат Національних зборів, обрана у Па-де-Кале (2017–) |

14 квітня 2022 року Ле Пен заявила, що проведе референдум з питання відновлення смертної кари у Франції, якщо вона буде обрана. Ле Пен також виступала за заборону носити мусульманські хустки в громадських місцях. 20 квітня відбулися єдині передвиборні дебати кампанії (модерували Леа Саламе та Жиль Було), в яких брали участь обидва кандидати. Опитування, проведені після дебатів, щоб визначити, який кандидат показав найкращий результат, показали, що 59% глядачів вважають, що Макрон показав краще, порівняно з 39% у Ле Пен.

### Розподіл підтримки кандидатів
Путу, Руссель і Меланшон висловилися проти Ле Пен, але не підтримали Макрона. Арто і Лассаль заявили, що голосуватимуть пустим, а Лассаль сказав, що довіряє французам робити те, що правильно.
| Кандидати          | Емманюель Макрон  | Марін Ле Пен     |
| ------------------ | ----------------- | ---------------- |
| Наталі Арто        | Без схвалення     | Без схвалення    |
| Філіпп Путу        |                   | Ні [ 28 ]        |
| Фаб'єн Руссель     |                   | Ні [ 29 ] [ 30 ] |
| Жан-Люк Меланшон   |                   | Ні [ 31 ]        |
| Анн Ідальго        | Так [ 31 ]        |                  |
| Яннік Жадо         | Так [ 31 ] [ 32 ] |                  |
| Жан Лассаль        | Без схвалення     | Без схвалення    |
| Валері Пекресс     | Так [ 31 ] [ 34 ] |                  |
| Ніколя Дюпон-Еньян |                   | Так [ 35 ]       |
| Ерік Земмур        |                   | Так [ 31 ]       |

## Результати
Підсумки першого та другого туру президентських виборів у Франції 2022
| Кандидат                                                         | Кандидат               | Партія                         | Партія                 | 1-й тур 10 квітня 2022 | 1-й тур 10 квітня 2022 | 2-й тур 24 квітня 2022 | 2-й тур 24 квітня 2022 |
| Кандидат                                                         | Кандидат               | Партія                         | Партія                 | Голоси                 | %                      | Голоси                 | %                      |
| ---------------------------------------------------------------- | ---------------------- | ------------------------------ | ---------------------- | ---------------------- | ---------------------- | ---------------------- | ---------------------- |
|                                                                  | Емманюель Макрон       | Вперед, республіко!            | LREM                   | 9 785 578              | 27,84                  | 18 779 641             | 58,54                  |
|                                                                  | Марін Ле Пен           | Національне об'єднання         | RN                     | 8 136 369              | 23,15                  | 13 297 760             | 41,46                  |
|                                                                  | Жан-Люк Меланшон       | Непокірна Франція              | LFI                    | 7 714 949              | 21,95                  |                        |                        |
|                                                                  | Ерік Земмур            | Реконкіста                     | R!                     | 2 485 935              | 7,07                   |                        |                        |
|                                                                  | Валері Пекресс         | Республіканці                  | LR                     | 1 679 470              | 4,78                   |                        |                        |
|                                                                  | Яннік Жадо             | Європа — Екологія — Зелені     | EELV                   | 1 628 337              | 4,63                   |                        |                        |
|                                                                  | Жан Лассаль            | Опираймося!                    | RES                    | 1 101 690              | 3,13                   |                        |                        |
|                                                                  | Фаб'єн Руссель         | Французька комуністична партія | PCF                    | 802 615                | 2,28                   |                        |                        |
|                                                                  | Ніколя Дюпон-Еньян     | Вставай, Франціє               | DLF                    | 725 356                | 2,06                   |                        |                        |
|                                                                  | Анн Ідальго            | Соціалістична партія           | PS                     | 616 651                | 1,75                   |                        |                        |
|                                                                  | Філіпп Путу            | Нова антикапіталістична партія | NPA                    | 268 984                | 0,77                   |                        |                        |
|                                                                  | Наталі Арто            | Робітнича боротьба             | LO                     | 197 184                | 0,56                   |                        |                        |
|                                                                  |                        |                                |                        |                        |                        |                        |                        |
| Загалом                                                          | Загалом                | Загалом                        | Загалом                | 35 143,118             | 100,00                 | 32 077 541             | 100,00                 |
|                                                                  |                        |                                |                        |                        |                        |                        |                        |
| Дійсних голосів                                                  | Дійсних голосів        | Дійсних голосів                | Дійсних голосів        | 35 143,118             | 97,83                  | 32 077 541             | 91,40                  |
| Порожні бюлетені                                                 | Порожні бюлетені       | Порожні бюлетені               | Порожні бюлетені       | 543 638                | 1,51                   | 2 228 012              | 6,35                   |
| Недійсні бюлетені                                                | Недійсні бюлетені      | Недійсні бюлетені              | Недійсні бюлетені      | 237 023                | 0,66                   | 790 987                | 2,25                   |
| Явка                                                             | Явка                   | Явка                           | Явка                   | 35 923,779             | 73,69                  | 35,096,540             | 71,99                  |
| Не голосували                                                    | Не голосували          | Не голосували                  | Не голосували          | 12 824,135             | 26,31                  | 13 655 960             | 28,01                  |
| Зареєстровано виборців                                           | Зареєстровано виборців | Зареєстровано виборців         | Зареєстровано виборців | 48 747,914             |                        | 48 752 500             |                        |
|                                                                  |                        |                                |                        |                        |                        |                        |                        |
| Офіційні результати, опубліковані Конституційною радою — 1-й тур |                        |                                |                        |                        |                        |                        |                        |

| Розподіл голосів (1-й тур) | Розподіл голосів (1-й тур) | Розподіл голосів (1-й тур) | Розподіл голосів (1-й тур) | Розподіл голосів (1-й тур) |
| -------------------------- | -------------------------- | -------------------------- | -------------------------- | -------------------------- |
|                            |                            |                            |                            |                            |
| Емманюель Макрон           | Емманюель Макрон           |                            | 27.84%                     | 27.84%                     |
| Марін Ле Пен               | Марін Ле Пен               |                            | 23.15%                     | 23.15%                     |
| Жан-Люк Меланшон           | Жан-Люк Меланшон           |                            | 21.95%                     | 21.95%                     |
| Ерік Земмур                | Ерік Земмур                |                            | 7.07%                      | 7.07%                      |
| Валері Пекресс             | Валері Пекресс             |                            | 4.78%                      | 4.78%                      |
| Яннік Жадо                 | Яннік Жадо                 |                            | 4.63%                      | 4.63%                      |
| Жан Лассаль                | Жан Лассаль                |                            | 3.13%                      | 3.13%                      |
| Фаб'єн Руссель             | Фаб'єн Руссель             |                            | 2.28%                      | 2.28%                      |
| Ніколя Дюпон-Ейнянь        | Ніколя Дюпон-Ейнянь        |                            | 2.06%                      | 2.06%                      |
| Анн Ідальго                | Анн Ідальго                |                            | 1.75%                      | 1.75%                      |
| Філіпп Путу                | Філіпп Путу                |                            | 0.77%                      | 0.77%                      |
| Наталі Арто                | Наталі Арто                |                            | 0.56%                      | 0.56%                      |

| Розподіл голосів (2-й тур) | Розподіл голосів (2-й тур) | Розподіл голосів (2-й тур) | Розподіл голосів (2-й тур) | Розподіл голосів (2-й тур) |
| -------------------------- | -------------------------- | -------------------------- | -------------------------- | -------------------------- |
|                            |                            |                            |                            |                            |
| Емманюель Макрон           | Емманюель Макрон           |                            | 58.55%                     | 58.55%                     |
| Марін Ле Пен               | Марін Ле Пен               |                            | 41.45%                     | 41.45%                     |